# Bugula (Léraba)
Bugula (em francês: Bougoula) é uma comuna rural do departamento de Cancalaba, na  província de Léraba, na região de Cascatas em Burquina Fasso. Segundo censo de 2005, havia 1 652 habitantes.